# Karnevalen i Aalst
Karnevalen i Aalst är ett årligt tredagarsevenemang i staden Aalst i Belgien. Karnevalen arrangeras i februari, dagarna före askonsdagen.  Sedan 1923 har evenemanget organiserats av staden, men har sitt ursprung i tidigare firanden.
Den upptogs 2010 på Unesco:s lista över Mästerverk bland muntliga och immateriella kulturarv, men togs bort därifrån 2019. Under karnevalen 2013 förekom personer utklädda i SS-uniformer som bar på burkar märkta Zyklon B, vilket ledde till en protest från UNESCO. Under karnevalen 2019 hade gruppen De Vismooil'n ett karnevalfordon föreställande två ortodoxa judar med krokiga näsor, skägg och shtreimelhattar, stående bland pengasäckar och kassaskåp.

## Bilder

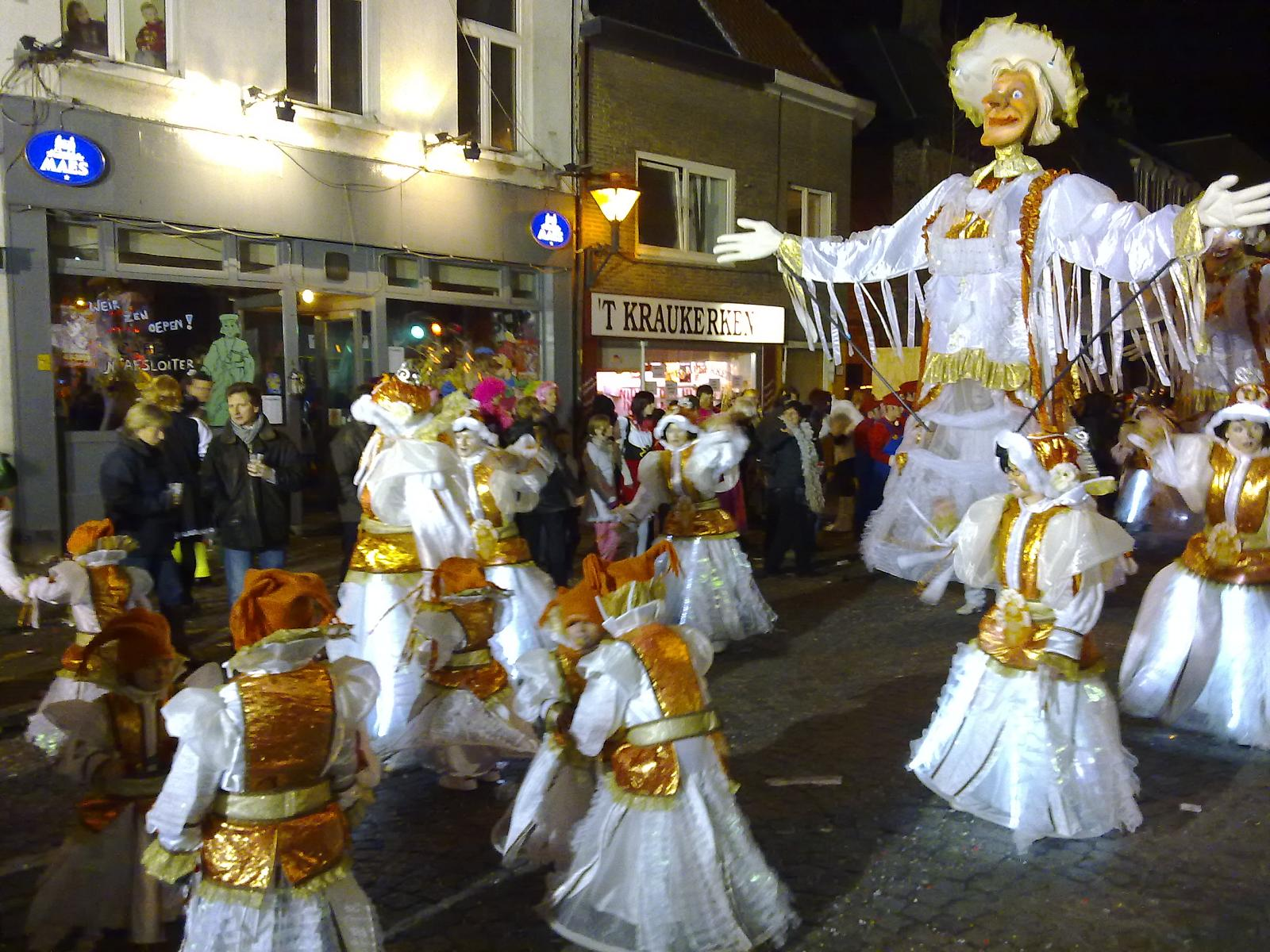
Karnevalen 2009
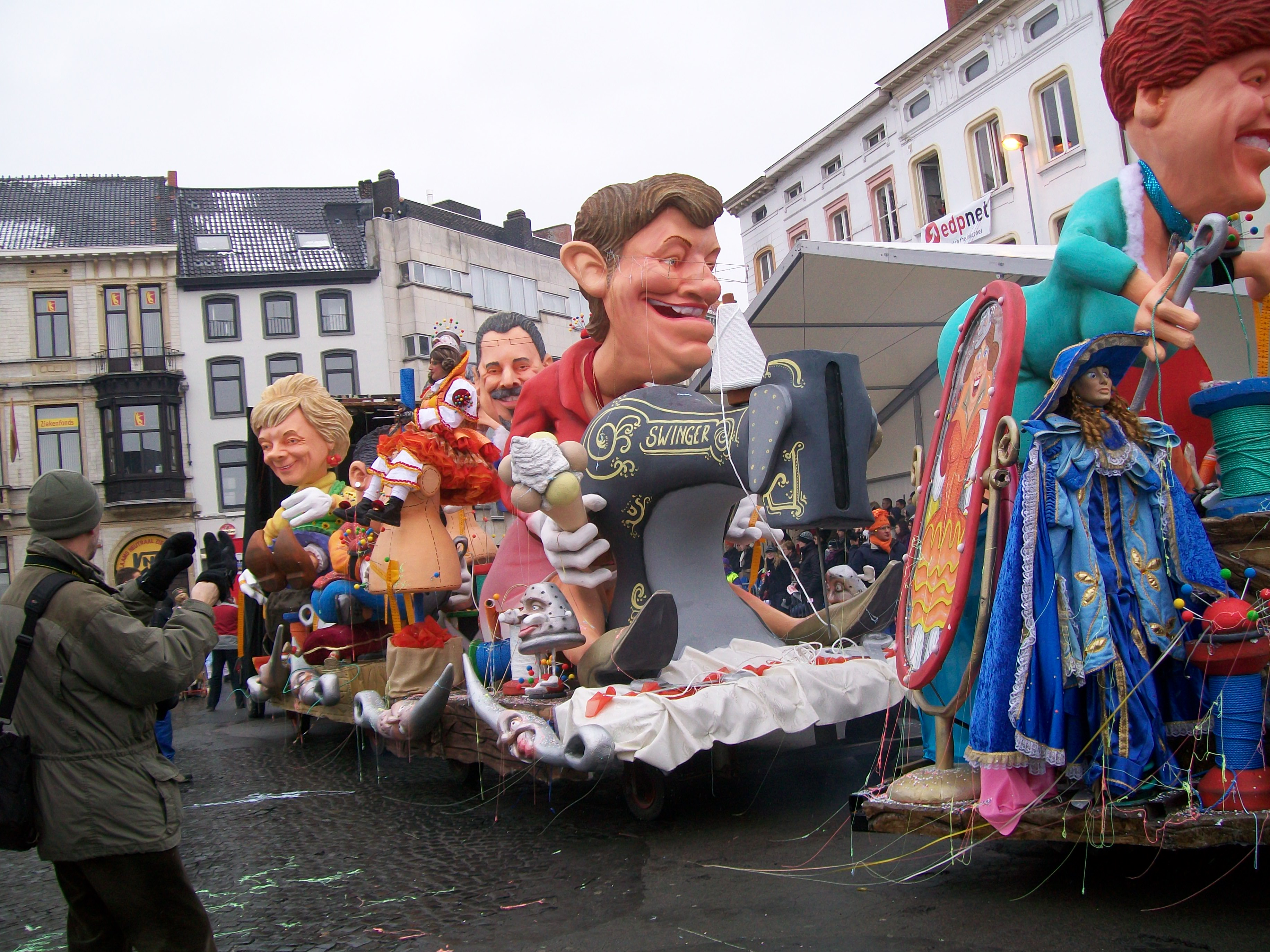
Karnevalen 2010
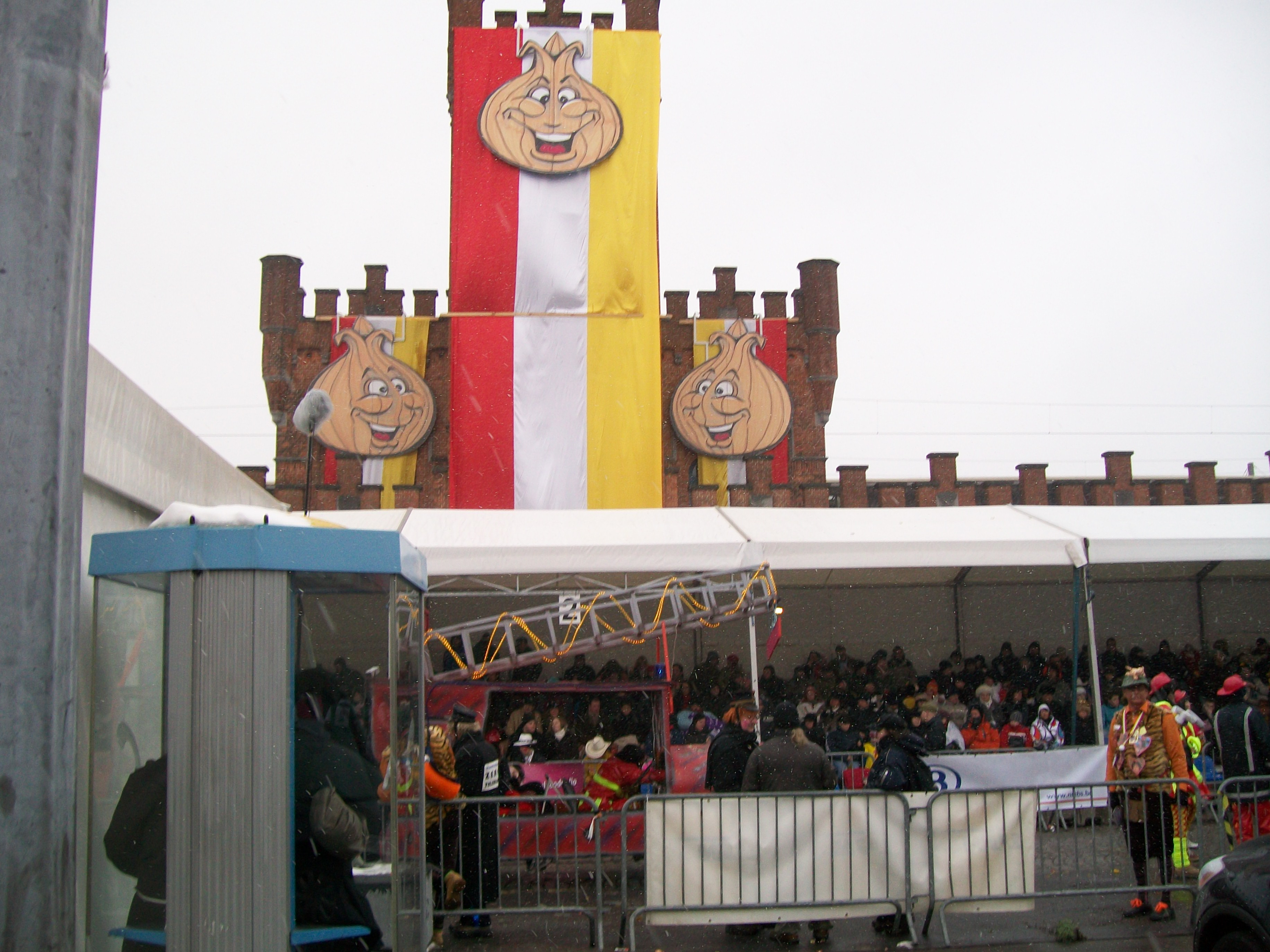
Järnvägsstationen i Aalst under karnevalen 2010
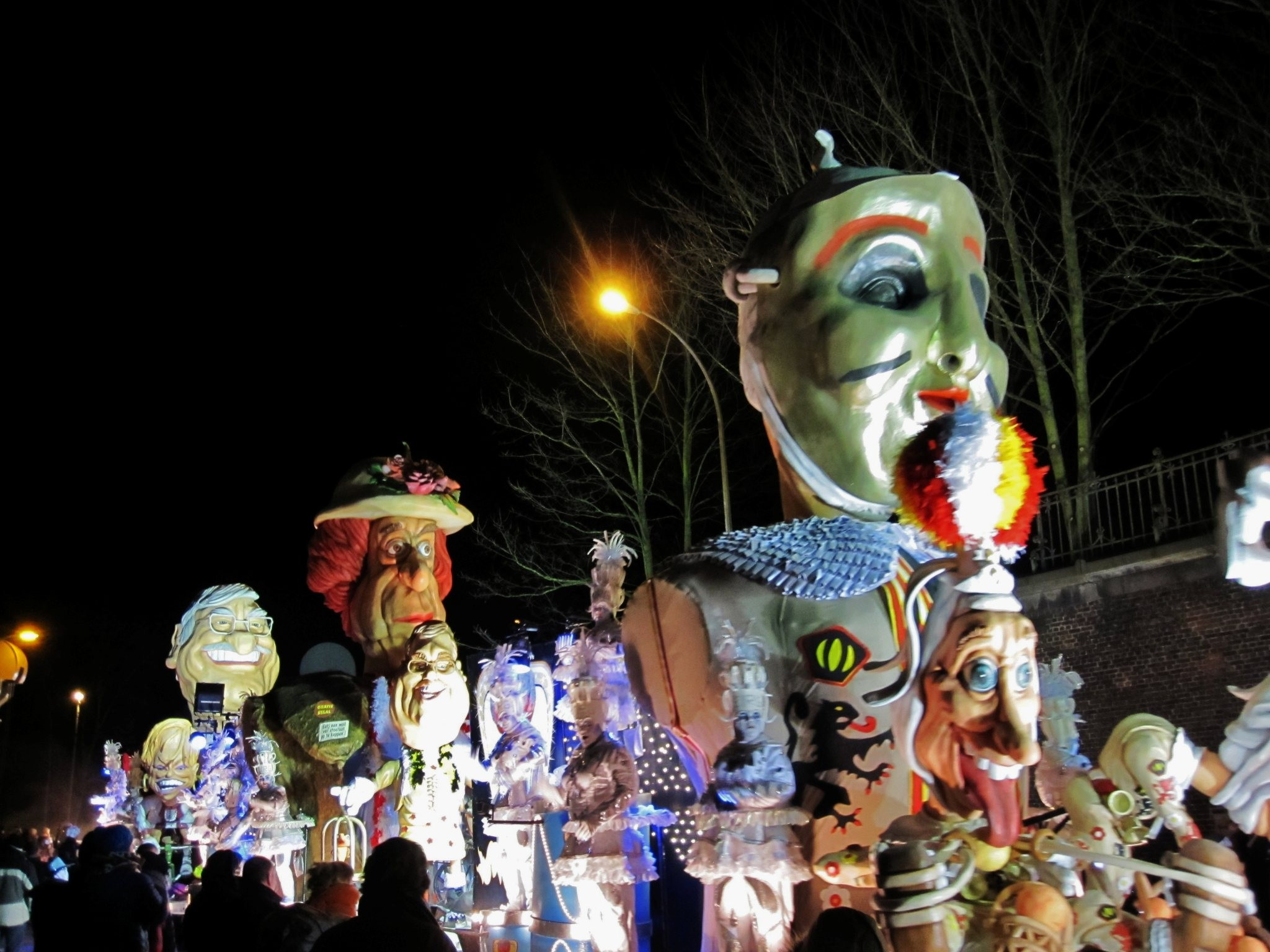
Karnevalen 2013